# Résolution 491 du Conseil de sécurité des Nations unies
Membres permanents
- Chine
- États-Unis
- France
- Royaume-Uni
- URSS

Membres non permanents
- Allemagne de l'Est
- Espagne
- Irlande
- Japon
- Mexique
- Niger
- Panama
- Philippines
- Tunisie
- Ouganda

Résolution no 490 Résolution no 492
La Résolution 491 est une résolution du Conseil de sécurité de l'ONU qui a été votée le 23 septembre 1981 et qui recommande à l'Assemblée générale d'admettre comme nouveau membre des Nations unies le pays suivant : le Belize.

## Contexte historique
Le pays est admis à l'ONU le 25 septembre 1981,.

## Texte
- Résolution 491 Sur fr.wikisource.org
- Résolution 491 Sur en.wikisource.org